# Distoleon nefandus
Distoleon nefandus är en insektsart som först beskrevs av Walker 1853.  Distoleon nefandus ingår i släktet Distoleon och familjen myrlejonsländor. Inga underarter finns listade i Catalogue of Life.